# Snæbjörn Eyvindsson
Snæbjörn Eyvindsson (n. 849) fue un caudillo vikingo de Amle, Sogn en Noruega; pero otras fuentes indican que nació en Fjordane. Era hijo de Eyvind del Este y Rafarta, hija del rey de Osraige, Kjarvalr Írakonungr. Es un personaje secundario de la saga de Grettir. Emigró a Islandia, donde fundó un asentamiento en Vatnsfjörður, Norður-Ísafjarðarsýsla donde nació su hijo Hólmsteinn Snæbjörnsson (n. 865), que sería padre de Snaebjörn Galti. Se le considera el primer goði del clan familiar de los Vatnsfirðingar.